# Кочергинский сельсовет (Красноярский край)
Кочергинский сельсовет — сельское поселение в Курагинском районе Красноярского края.
Административный центр — село Кочергино.
Выделен в 1989 году из Муринского сельсовета.

## Население
| 2010 | 2012 | 2013 | 2014 | 2015 | 2016 | 2017 |
| ---- | ---- | ---- | ---- | ---- | ---- | ---- |
| 947  | ↘919 | ↗926 | ↘915 | →915 | ↘893 | ↗896 |

## Состав сельского поселения
В состав сельского поселения входят 2 населённых пункта:
| № | Населённый пункт | Тип населённого пункта       | Население |
| - | ---------------- | ---------------------------- | --------- |
| 1 | Кочергино        | село, административный центр | 888       |
| 2 | Туба             | посёлок                      | 59        |

## Местное самоуправление
Кочергинский сельский Совет депутатов
Дата избрания: 14.03.2010. Срок полномочий: 5 лет. Количество депутатов: 10
Глава муниципального образования
- Мосягина Елена Анатольевна. Дата избрания: 14.03.2010. Срок полномочий: 5 лет